# Paul E. Stein
El teniente general Paul E. Stein fue el decimotercer Superintendente de la Academia de la Fuerza Aérea de los Estados Unidos.

## Educación
Mariscal de campo titular de los Falcons, Stein se graduó en la Academia de la Fuerza Aérea de los Estados Unidos en 1966. Después de su graduación, Stein se quedó en la Academia para comenzar su carrera como entrenador asistente de los Halcones.
Además de la educación de la Fuerza Aérea de la Academia , Stein también terminó un máster  en Administración de Empresas en la  Universidad Estatal de Florida, se graduó en el Comando Aéreo y Estado Mayor y el Air War College, y el Programa de Alta Dirección en el Nacional y Seguridad Internacional en la Universidad de Harvard.

## Carrera militar
Stein ha servido en una gran variedad de puestos, entre ellos el de jefe adjunto de personal para el personal, el jefe del Estado Mayor de Comando Aéreo Táctico y comandante en Keesler Air Force Base, Misisipi. Antes de asumir sus funciones como Superintendente de la Academia de la Fuerza Aérea, fue el director de la Fuerza Aérea de enlace legislativo en Washington D. C.
General Stein se retiró del servicio activo el 1 de septiembre de 1997. Murió el 10 de enero de 2002, catorce meses después de contraer la Esclerosis lateral amiotrófica.

## Premios y condecoraciones
- Fuerza Aérea Medalla de servicio distinguido
- Legión de Mérito con un racimo de hojas de roble.
- Medalla al Servicio Meritorio con dos racimos de hojas de roble.
- Medalla de Encomio de la Fuerza Aérea con un racimo de hojas de roble.
- Servicio Nacional de Defensa medalla con la estrella de servicio.
- Marco Fidel Suárez, Medalla.